# Lesbian Herstory Archives
Lesbian Herstory Archives (LHA) est un centre d'archives, un centre communautaire et un musée basé à Park Slope, Brooklyn, New York, consacré à l'histoire du lesbianisme. Les archives contiennent la plus grande collection au monde de documents écrits par et sur les lesbiennes,.
Les Lesbian Herstory Archives sont fondées en 1974 par des lesbiennes membres de la Gay Academic Union (en). Les fondatrices Joan Nestle, Deborah Edel, Sahli Cavallo, Pamela Oline et Julia Penelope souhaitent que l'histoire de la communauté lesbienne soit protégée et transmise aux générations futures. Jusqu'aux années 1990, les Archives sont hébergées dans l'appartement de Joan Nestle dans l'Upper West Side à Manhattan. La collection est déplacée dans une brownstone que le groupe achète dans le quartier de Park Slope à Brooklyn. Les Archives contiennent des artefacts historiques concernant les lesbiennes et les organisations lesbiennes. Les archives conservent 11 000 ouvrages, 1 300 titres de périodiques et de nombreux documents photographiques.

## Historique

### Fondation et premières années
À la suite des émeutes de Stonewall en 1969, de nombreux groupes liés à la gay liberation se forment. Joan Nestle attribue la création des Lesbian Herstory Archives aux émeutes de Stonewall « et au courage qui a trouvé sa voix dans les rues. » La Gay Academic Union (en) (GAU) est fondée en 1973 par des universitaires gays et lesbiennes intéressées. Les lesbiennes membres du syndicat  créent un groupe de Consciousness raising (en) pour discuter du sexisme au sein de la GAU. Les femmes s'inquiètent de la facilité avec laquelle l'histoire des lesbiennes est oubliée et ne veulent pas que leur histoire soit racontée par des historiens patriarcaux. Joan Nestle explique plus tard que « les racines des Archives résident dans les voix silencieuses, les lettres d'amour détruites, les pronoms changés, les journaux intimes soigneusement éditées, les photos jamais prises, les distorsions euphémisées que le patriarcat laisserait passer. » La devise des Lesbian Herstory Archives est « In memory of the voices we have lost ». L'énoncé initial de l'objectif de l'organisation prévoit que la collection est inaliénable (elle ne peut ni être vendue, ni cédée), qu'elle doit être hébergée dans un espace communautaire lesbien géré par des lesbiennes et que toutes les femmes doivent y avoir accès,.
Les fondatrices des Lesbian Herstory Archives, Joan Nestle, Deborah Edel, Sahli Cavallo, Pamela Oline et Julia Penelope, sont engagées dans le féminisme lesbien et le lesbianisme politique. La militante lesbienne Mabel Hampton, a travaillé comme femme de ménage pour la famille de Joan Nestle pendant l'enfance de celle-ci, est l'une des premières collaboratrices. Les fondatrices rassemblent et conservent des documents et des artefacts liés à l'histoire des lesbiennes. Elles s'intéressent à l'histoire sociale de la communauté et rassemblent des documents liés à l'histoire du lesbianisme, main stream ou alternatif. Deborah Edel raconte plus qu'elle disait que  si un objet était touché par une lesbienne, il fallait le conserver. En 1974, les Archives sont hébergées dans la cuisine de l'appartement de Joan Nestle, dans l'Upper West Side. Cet emplacement est reconnu comme site historique des droits des femmes (en) pour l'arrondissement de Manhattan en 2008.
À partir de juin 1975, Lesbian Herstory Archive publie un bulletin d'information, le Lesbian Herstory Archives News. En 1976, les archives sont ouvertes à la communauté. En 1979, Les archives deviennent l'un des premiers organismes à but non lucratif queer à New York en se constituant en Lesbian Herstory Educational Foundation.

### Park Slope
Les Archives occupent une grande partie de l'appartement de Joan Nestle et il est nécessaire de trouver de nouveaux locaux. Après des années de collecte de fonds, commencées en 1985, LHA achètent un brownstone de quatre étages au 484 14th Street à Park Slope en 1990. Les Archives sont relocalisées dans les nouveaux locaux en 1992. L'inauguration officielle a lieu en juin 1993. Le 16e numéro du bulletin des Lesbian Herstory Archives de décembre 1996 annonce que le bâtiment est entièrement payé. Aujourd'hui, sa collection comprend quelque 11 000 livres et 1 300 périodiques et de nombreux documents photographiques.
En 2019, Megan Rossman réalise un documentaire The Archivettes. Le film est un hommage au féminisme de la deuxième vague et au lien intergénérationnel .
Le 22 novembre 2022, l'édifice est classé comme New York City Landmark.

## Organisation et expositions

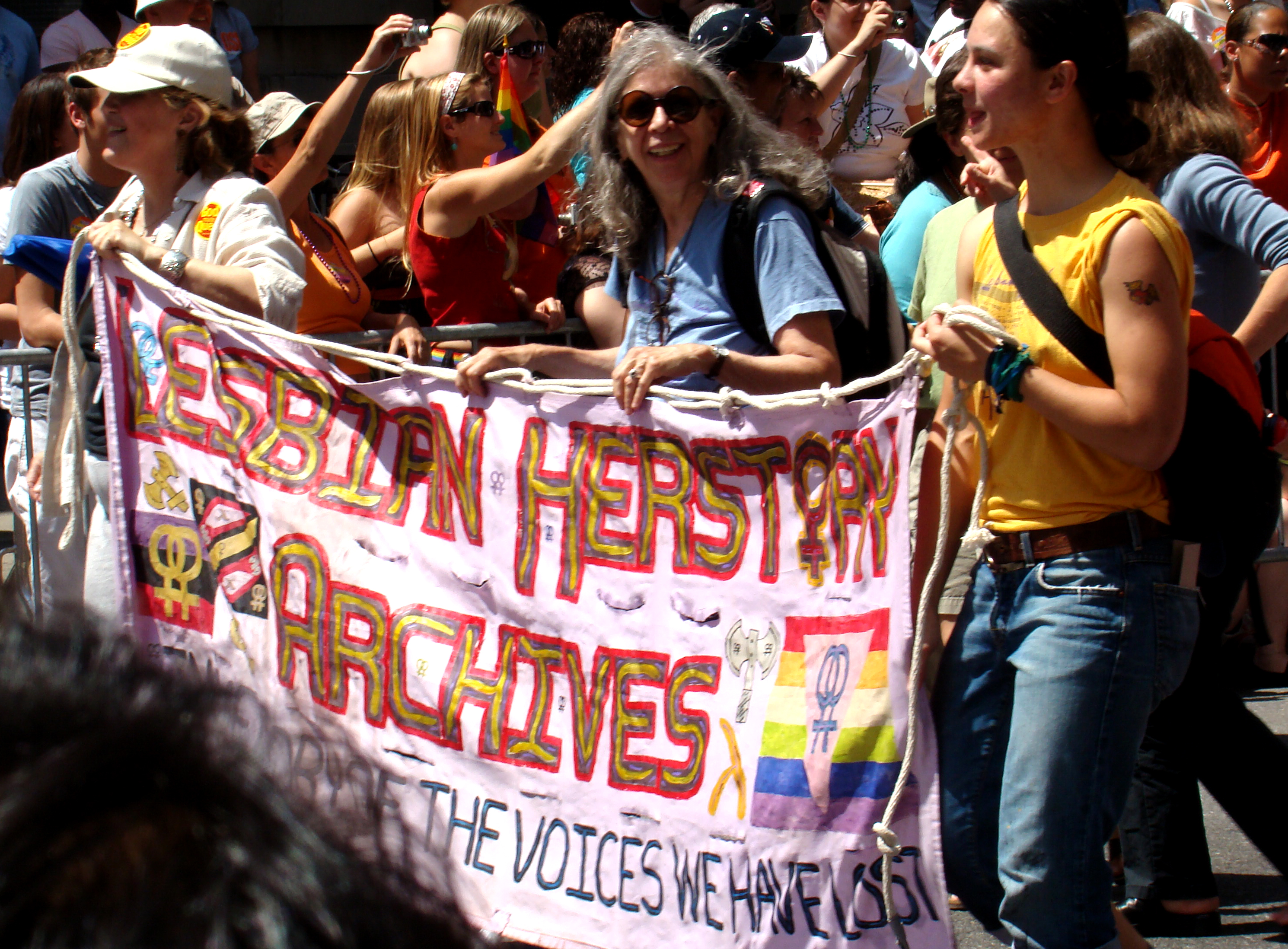
Des femmes à New York pendant la New York City LGBT Pride March en 2007 déploient une banderole portant la devise des LHA : « In memory of the voices we have lost ».

Les Lesbian Herstory Archives sont dirigées par un comité de coordination qui détermine quels articles sont acceptés dans les archives. Ce comité ne dispose que de bénévoles et de stagiaires. LHA organise des évènements dans ses locaux, y compris des cours, des conférences, des lectures de poésie et un événement annuel pour la Saint-Valentin. Les archivistes de la LHA défilent régulièrement dans la New York City Dyke March et jusqu'en 2014 dans la Marche des fiertés.
Au cours des premières années, les documents des archives servent de support lors des conférences. Afin de les préserver, un diaporama itinérant est développé. LHA parraine également des expositions itinérantes organisées autour de différents thèmes. Son exposition Keepin 'On présente des lesbiennes afro-américaines.

### Collections
Le fonds d'archives est constitué au début par des documents personnels donnés par les fondatrices. Il comprend tous les écrits de Joan Nestle. Les fondatrices lancent un appel aux dons d'artefacts. La collection augmentent progressivement au fil des ans. Aujourd'hui, la collection contient toutes sortes d'artefacts historiques, y compris des revues des zines, des journaux intimes, des photographies, des cassettes, des affiches, des pins, des périodiques, des t-shirts et des vidéos. Des copies des films peuvent être consultées aux Archives : les originaux sont conservés.
LHA reçoit des dons de documents tout au long de son histoire. Mabel Hampton fait don de sa collection de lesbian pulp fiction en 1976. Des fichiers de la New York Lesbian and Gay Historical Society et du Lesbian History Project sont donnés aux Archives lors de la dissolution de ces organisations. Les Archives hébergent la Red Dot Collection, qui comprend la bibliothèque du chapitre new-yorkais des Daughters of Bilitis, la première organisation lesbienne nationale aux États-Unis. L'écrivaine et activiste Audre Lorde fait don de certains de ses manuscrits et papiers personnels. Marge MacDonald, fait don par testament des documents à LHA malgré l'objection de sa famille, qui voulait les détruire,. La société de production de The L World a fait don de son matériel de presse en 2010. Barbara Smith fait don de ses archives aux LHA.
Le site web des Lesbian Herstory Archives, débuté en 1997, évolue pour inclure une collection numérique et proposer une visite virtuelle des Archives. La collection numérique est hébergée par la Pratt Institute School of Information (en). LHA numérise ses collections audio et papier et les video oral histories des Daughters of Bilitis. Les LHA conservent plus de 1 500 fichiers en microfilms et 175 bobines.

## Publications
- Virtual Tour: An Introduction, Lesbian Herstory Archives, Lesbian Herstory Educational Fund, Inc., 2013[22]
- Exhibits: Queer Covers: Lesbian Survival Literature, Lesbian Herstory Archives, Lesbian Herstory Educational Fund, Inc., 2013[23]